# A Royal Scandal
A Royal Scandal (br Czarina; pt Os Amores de Catarina da Rússia) é um filme de comédia romântica histórica estadunidense de 1945, dirigido por Otto Preminger. É um remake do filme mudo A Forbidden Paradise de Ernst Lubitsch, por sua vez baseado na peça teatral  Die Zarin de Lajos Bíró e Melchior Lengyel ("A Czarina"). Lubitsch foi o diretor inicial mas adoeceu e teve que ser substituído por Preminger. A história é sobre romances da imperatriz russa Catarina II.

## Elenco
- Tallulah Bankhead... Catarina 2.ª
- Charles Coburn...Chanceler Nicolai Iiyitch
- Anne Baxter...Condessa Anna Jaschikoff
- William Eythe...Tenente/Capitão/Major/General/Soldado Alexei Chernoff
- Vincent Price...Marquês de Fleury
- Mischa Auer...Capitão Sukov
- Sig Ruman...General Michael Nicolai Vladimirovich Ronsky
- Vladimir Sokoloff...Malakoff
- Torben Meyer...sobrinho de Ronsky

## Sinopse
O tenente Chernoff, noivo da Condessa Anna, invade o palácio de Catarina II para avisá-la sobre uma conspiração envolvendo alguns generais. O eficiente e sábio Chanceler Nicolai Iiyitch avisa a monarca que já cuidara do caso com a eliminação dos conspiradores mas Catarina fica impressionada com a lealdade do jovem oficial e imediatamente o promove a Capitão e lhe deixa incumbido da Guarda Real do Palácio. Os dois se tornam amantes para desespero de Anna mas Chernoff, agora promovido a General, fica decepcionado quando descobre que suas ordens "em favor dos camponeses" tinham sido literalmente "jogadas no lixo" pelo Chanceler e, ressentido, resolve se aliar ao General Ronsky numa "revolução" para tirar a imperatriz do trono.